# Cyperus fischerianus
Cyperus fischerianus är en halvgräsart som beskrevs av Wilhelm Philipp Schimper och Achille Richard. Cyperus fischerianus ingår i släktet papyrusar, och familjen halvgräs. Inga underarter finns listade i Catalogue of Life.